# Maltotriose
Maltotriose is een trisacharide bestaande uit drie glucosemonomeren verbonden met α-1,4-glycosidebindingen.